# Argas abdussalami
Argas abdussalami är en fästingart som beskrevs av Harry Hoogstraal och McCarthy 1965. Argas abdussalami ingår i släktet Argas och familjen mjuka fästingar. Inga underarter finns listade i Catalogue of Life.